# Calolampra obscura
Calolampra obscura är en kackerlacksart som först beskrevs av Johann Gottlieb Otto Tepper 1893.  Calolampra obscura ingår i släktet Calolampra och familjen jättekackerlackor. Inga underarter finns listade.